# Bissell Pro Cycling Team
Bissell Pro Cycling Team (UCI kode: BCP) er et professionelt cykelhold, som blev grundlagt i 2008 i USA. Holdets største resultat er etapesejr på 5. etape af Tour of Georgia 2008 med sprinteren Richard England. Holdets navnesponsor er BISSELL Homecare, Inc..

## Hold
|                              | Rytter                       | Fødselsdag                 |
| ---------------------------- | ---------------------------- | -------------------------- |
| Benjamin Jacques-Maynes      | Benjamin Jacques-Maynes      | 22. september 1978 (46 år) |
| Scott Zwizanski              | Scott Zwizanski              | 29. marts 1977 (47 år)     |
| Graham Howard                | Graham Howard                | 21. februar 1982 (43 år)   |
| Omer Kem                     | Omer Kem                     | 4. oktober 1982 (42 år)    |
| Garrett Peltonen             | Garrett Peltonen             | 8. september 1982 (42 år)  |
| Tom Zirbel                   | Tom Zirbel                   | 30. oktober 1978 (46 år)   |
| Morgan Scmitt                | Morgan Scmitt                | 3. januar 1985 (40 år)     |
| Richard England              | Richard England              | 9. juli 1981 (43 år)       |
| Aaron Olson                  | Aaron Olson                  | 18. april 1981 (43 år)     |
| Jeremy Vennell               | Jeremy Vennell               | 6. oktober 1980 (44 år)    |
| Burke Swindlehurst           | Burke Swindlehurst           | 10. marts 1973 (52 år)     |
| Steven Howard                | Steven Howard                | 14. januar 1987 (38 år)    |
| João Miguel da Silva Correia | João Miguel da Silva Correia | 10. februar 1974 (51 år)   |